# Талмуд
Талмуд (хебр. תלמוד) представља огроман корпус јеврејских текстова првенствено теолошке садржине, али садржи и текстове из других области живота - бајке, легенде, право, филозофију, одредбе о одржавању хигијене, о одржавању домаћинства и располагању имовином, међуљудским и социјалним односима. У њега су инкорпорисане збирке расправа које су водили рабини о јеврејском праву, етици, обичајима и историји. Талмуд се састоји из два дела: Мишна, који представља први писани преглед јеврејском усменог права: и Гемара, која представља расправу о Мишни и о сродним Танатичким списима који често обрађују разнородне теме и широко тумаче Танах. Изрази Талмуд и Гемара се често користе наизменично. Гемара је основа за све кодификације рабинског права и често се цитира у рабинској литератури. Цео Талмуд се често традиционално назива Шас (хебрејска абверација израза „шишах седарим“ што се односи на „шест заповести“ Мишне).
Према јеврејском учењу, посредством Мојсија, јеврејском народу дат је двоструки закон: писани и усмени. Писани закон састављен је у пет књига од Мојсија, које сачињавају главни део Старог завета. Свих пет књига Јевреји називају: Тора. Усмени закон Мојсије није написао, него га је усмено предао Јошуи (у Даничићевом преводу Старог завета помиње се под именом Исус Навин), а овај најстаријим Јеврејима, па је на тај начин од генерације до генерације предаван, кроз столећа допуњен и прилагођен новим обичајима. Овај усмени закон, огроман по своме обиму, касније је написан. На овом трудном и великом послу радило је око 2.500 рабина пуних пет стотина година, од 100. година пре Христа, до 400. година после Христовог рођења. Тај написани усмени закон зове се: Талмуд.
Талмуд је света књига за Јевреје. Он садржава не само религиозну науку Јевреја, него и грађанске законе: приватно право, породично право и казнено право. Талмуд је на српски превео Еуген Вербер, „Отокар Кершовани“, Ријека, 1982,

## Историја
Првобитно, јеврејска ученост је била усмена и преносила се са генерације на генерацију. Рабини су излагали и расправљали о Тори (писаној Тори израженој у хебрејској Библији) и расправљали о Танаху без употребе писаних дела (осим самих библијских књига), иако су неки можда правили приватне белешке (megillot setarim), на пример, судских одлука. Ова ситуација се драстично променила услед римског уништења јеврејске заједнице и Другог храма 70. године и последичног преокрета јеврејских друштвених и правних норми. Пошто су рабини морали да се суоче са новом стварношћу — углавном јудаизмом без храма (који је служио као центар учења и учења) и потпуном римском контролом над Јудејом, без барем делимичне аутономије — дошло је до налета правног дискурса и стари систем усменог учења није могао да се одржи. У том периоду рабински говор је почео да се бележи у писаној форми.
Најстарији потпуни рукопис Талмуда, познат као Минхенски Талмуд (Codex Hebraicus 95), датира из 1342. године и доступан је на интернету.

## Критика
Историчар Мајкл Леви Родкинсон, у својој књизи Историја Талмуда, написао је да су клеветници Талмуда, како током, тако и после његовог формирања, „различити у свом карактеру, предметима и поступцима“, а књига документује бројне критичаре и прогонитеље, укључујући Николаса Донина, Јоханеса Феферкорна, Јохана Андреаса Ајзенменгера, франкисте и Августа Ролинга. Многи напади долазе из антисемитских извора као што су Јустинас Пранајтис, Елизабет Дилинг или Дејвид Дјук. Критике такође долазе из хришћанских, муслиманских, и јеврејских извора, као и од атеиста и скептика. Оптужбе против Талмуда укључују наводни:
- Антихришћански или анти-нејеврејски садржај[17][18][19][20]
- Апсурдан или сексуално неморалан садржај[21]
- Фалсификовање Светог писма[22][23][24]

Браниоци Талмуда истичу да су многе од ових критика, посебно оне у антисемитским изворима, засноване на цитатима који су извучени из контекста, и на тај начин погрешно представљају значење Талмудовог текста и његов основни карактер као детаљан запис дискусија које су сачуване изјаве разних мудраца, а из којих изјаве и мишљења која су одбачена никада нису едитована.
Понекад је погрешно представљање намерно, а понекад једноставно због немогућности да се схвате суптилне, а понекад збуњујуће и вишестране нарације у Талмуду. Неки цитати које су дали критичари намерно изостављају одломке како би генерисали цитате који изгледају нападно или увредљиво.

#### Логика и методологија
- Samuel ha-Nagid, Mevo ha-Talmud
- Joseph ben Judah ibn Aknin, Mevo ha-Talmud
- Zerachiah Halevi, Sefer ha-Tzava
- Samson of Chinon, Sefer ha-Keritut
- Jacob Hagiz, Teḥillat Ḥochmah (included in most editions of Keritut)
- collective, ed. Abraham ibn Akra, Meharere Nemarim
- Joseph ibn Verga, She'erit Yosef
- Isaac Campanton, Darche ha-Talmud
- David ben Solomon ibn Abi Zimra, Kelale ha-Gemara
- Bezalel Ashkenazi, Kelale ha-Gemara
- Yeshu’ah b. Yosef ha-Levi, Halichot Olam
  - Joseph Caro, Kelale ha-Gemara (commentary on Halichot Olam)
  - Solomon Algazi.  (commentary on Halichot Olam Yavin Shemu'ah Проверите вредност параметра |url= (помоћ).)
- Yisrael Ya'akov Algazi, Ar'a de-Rabbanan
- Serillo, Samuel, Kelale Shemuel
- Horowitz, Isaiah, Shene Luchot ha-Berit (section on Torah she-be-al-Pe)
- Moses Chaim Luzzatto (1988). , translated into English as The Ways of Reason Derech Tevunot Проверите вредност параметра |url= (помоћ). Feldheim Publishers. ISBN 978-0-87306-495-8.. Feldheim 1988, 
  - same (1995). Sefer ha-Higgayon, translated into English as The Book of Logic. Feldheim Publishers. ISBN 978-0-87306-707-2.. Feldheim 1995,
- de Oliveira, Solomon, Darche Noam
- Malachi ha-Cohen, Yad Malachi
- Aryeh Leib HaCohen Heller, Shev Shema'tata
- Goitein, B., Kesef Nivhar
- Ezechia Bolaffi, Ben Zekunim vol. 1
- Moshe Amiel. Ha-Middot le-Ḥeqer ha-Halachah.. vol. 1, vol. 2, vol. 3

#### Савремена научна дела
- Hanoch Albeck. Mavo la-talmudim.
- Daniel Boyarin, Sephardi Speculation: A Study in Methods of Talmudic Interpretation (Hebrew), Machon Ben Zvi: Jerusalem, 1989
- Yaakov Elman, "Order, Sequence, and Selection: The Mishnah’s Anthological Choices,” in David Stern, ed. The Anthology in Jewish Literature (Oxford: Oxford University Press, 2004) 53–80
- Y.N. Epstein. Mevo-ot le-Sifrut haTalmudim.
- Uziel Fuchs (2017). Talmudam shel Geonim: yaḥasam shel geone Bavel lenosaḥ ha-Talmud ha-Bavli. The Geonic Talmud: the Attitude of Babylonian Geonim to the Text of the Babylonian Talmud..: Jerusalem
- David Weiss Halivni, Mekorot u-Mesorot (Jerusalem: Jewish Theological Seminary, 1982 on)
- Louis Jacobs, "How Much of the Babylonian Talmud is Pseudepigraphic?" Journal of Jewish Studies 28, No. 1 (1977), pp. 46–59
- Saul Lieberman (1950). Hellenism in Jewish Palestine. New York: Jewish Theological Seminary.
- Moses Mielziner (1969). Introduction to the Talmud. Bloch Publishing Company. ISBN 978-0-8197-0156-5.. repr. 1997, hardback , paperback  978-0-8197-0015-5
- Jacob Neusner (1992). Sources and Traditions: Types of Compositions in the Talmud of Babylonia. Atlanta: Scholars Press. ISBN 978-1-55540-675-2.
- Aviram Ravitzky. Aristotelian Logic and Talmudic Methodology.. (Hebrew): Jerusalem 2009,  978-965-493-459-6
- Andrew Schumann (2012). Talmudic Logic. London: College Publications..  978-1-84890-072-1
- Strack, Herman L. and Stemberger, Günter, Strack, Hermann Leberecht; Stemberger, Günter (1991). Introduction to the Talmud and Midrash. T. & T. Clark. ISBN 978-0-567-09509-1.. tr. Markus Bockmuehl: repr. 1992, hardback , paperback  978-0-8006-2524-5

О индивидуалним трактатима
- Moshe Benovitz, Berakhot chapter 1: Iggud le-Farshanut ha-Talmud (Hebrew, with English summary)
- Stephen Wald, Shabbat chapter 7: Iggud le-Farshanut ha-Talmud (Hebrew, with English summary)
- Aviad Stollman, Eruvin chapter 10: Iggud le-Farshanut ha-Talmud (Hebrew, with English summary)
- Aaron Amit, Pesachim chapter 4: Iggud le-Farshanut ha-Talmud (Hebrew, with English summary)
- Netanel Baadani, Sanhedrin chapter 5: Iggud le-Farshanut ha-Talmud (Hebrew, with English summary)
- Moshe Benovitz, Sukkah chapters 4–5: Iggud le-Farshanut ha-Talmud (Hebrew, with English summary)

Историјска студија
- Shalom Carmy (ур.). Modern Scholarship in the Study of Torah: Contributions and Limitations.. Jason Aronson, Inc.
- Richard Kalmin (1994). Sages, Stories, Authors and Editors in Rabbinic Babylonia. Scholars Press. ISBN 978-0-7885-0045-9.. Brown Judaic Studies
- David C. Kraemer. On the Reliability of Attributions in the Babylonian Talmud.. Hebrew Union College Annual 60 (1989), pp. 175–90
- Lee Levine (1985). Ma'amad ha-Hakhamim be-Eretz Yisrael. Jerusalem: Yad Yizhak Ben-Zvi.. (=The Rabbinic Class of Roman Palestine in Late Antiquity)
- Saul Lieberman (1950). Hellenism in Jewish Palestine. New York: Jewish Theological Seminary.
- John W. McGinley, McGinley, John W. (2006). 'The Written' as the Vocation of Conceiving Jewishly. iUniverse. ISBN 0-595-40488-X.
- David Bigman. „Finding A Home for Critical Talmud Study”. Архивирано из оригинала 05. 09. 2004. г. Приступљено 14. 06. 2021.